# Drink Me (Salad)
Albums de Salad
Ice Cream
(1997)
Singles
1. Drink The Elixir
Sortie : février 1995
2. Motorbike to Heaven
Sortie : mai 1995
3. Granite Statue
Sortie : août 1995

Drink Me est le premier album du groupe de britpop Salad. Réalisé en 1995, il contient plusieurs titres qui sortiront en single, Motorbike To Heaven, Drink The Elixir et Granite Statue (la chanson Your Ma présente sur l'album était sortie l'année précédente dans un EP). L'album est sorti en CD, vinyle 33 tours et en une édition limitée à 3000 exemplaires en vinyle 33 tours. Il atteignit la 16e place des charts britanniques. Il avait été choisi par Mélanie Bauer comme son coup de cœur n° 1 de l'année 1995, dans l'émission culte Ketchup et Marmelade sur OÜI FM.

## Liste des titres
1. Motorbike To Heaven (Kennedy) - 4 min 11 s
2. Drink The Elixir (Wakeman) - 4 min 26 s
3. Granite Statue (Kennedy) - 3 min 13 s
4. Machine of Menace (van der Vlugt) - 3 min 26 s
5. Overhear Me (Wakeman) - 2 min 37 s
6. Shepherds' Isle (Kennedy) - 2 min 57 s
7. Muscleman (van der Vlugt) - 3 min 48 s
8. Your Ma (van der Vlugt) - 3 min 16 s
9. Warmth Of The Hearth (Kennedy) - 3 min 28 s
10. Gertrude Campbell (Kennedy) - 1 min 55 s
11. Nothing Happens (Kennedy) - 3 min 27 s
12. N°.1's Cooking (van der Vlugt) - 3 min 28 s
13. A Man With A Box (Kennedy) - 3 min 32 s
14. Insomnia (Wakeman) - 3 min 18 s